# Радлов
Радлов (пољ. Radłów) је град у Пољској у Војводству Малопољском у Повјату tarnowski. Према попису становништва из 2011. у граду је живело 2.724 становника.

## Демографија
| 2002. | 2011. | 2012. |
| ----- | ----- | ----- |
| ...   | 2.724 | 2.739 |